# Grand Prix Brazílie 2012
Grand Prix Brazílie 2012 (oficiálně Formula 1 Grande Prêmio Petrobras do Brasil 2012) se jela na okruhu Autódromo José Carlos Pace v São Paulo v Brazílii dne 25. listopadu 2012. Závod byl dvacátým a zároveň posledním v pořadí v sezóně 2012 šampionátu Formule 1. Je to také poslední závod  Michaela Schumachera

## Kvalifikace
| Poř.                       | No. | Jezdec             | Konstruktér          | Časy v kvalifikaci | Časy v kvalifikaci | Časy v kvalifikaci | Pořadí na startu |
| Poř.                       | No. | Jezdec             | Konstruktér          | Q1                 | Q2                 | Q3                 | Pořadí na startu |
| -------------------------- | --- | ------------------ | -------------------- | ------------------ | ------------------ | ------------------ | ---------------- |
| 1                          | 4   | Lewis Hamilton     | McLaren-Mercedes     | 1:15.075           | 1:13.398           | 1:12.458           | 1                |
| 2                          | 3   | Jenson Button      | McLaren-Mercedes     | 1:15.456           | 1:13.515           | 1:12.513           | 2                |
| 3                          | 2   | Mark Webber        | Red Bull-Renault     | 1:16.180           | 1:13.667           | 1:12.581           | 3                |
| 4                          | 1   | Sebastian Vettel   | Red Bull-Renault     | 1:15.644           | 1:13.209           | 1:12.760           | 4                |
| 5                          | 6   | Felipe Massa       | Ferrari              | 1:16.263           | 1:14.048           | 1:12.987           | 5                |
| 6                          | 18  | Pastor Maldonado   | Williams-Renault     | 1:16.266           | 1:13.698           | 1:13.174           | 16               |
| 7                          | 12  | Nico Hülkenberg    | Force India-Mercedes | 1:15.536           | 1:13.704           | 1:13.206           | 6                |
| 8                          | 5   | Fernando Alonso    | Ferrari              | 1:16.097           | 1:13.856           | 1:13.253           | 7                |
| 9                          | 9   | Kimi Räikkönen     | Lotus-Renault        | 1:16.432           | 1:13.698           | 1:13.298           | 8                |
| 10                         | 8   | Nico Rosberg       | Mercedes             | 1:15.929           | 1:13.848           | 1:13.489           | 9                |
| 11                         | 11  | Paul di Resta      | Force India-Mercedes | 1:15.901           | 1:14.121           |                    | 10               |
| 12                         | 19  | Bruno Senna        | Williams-Renault     | 1:15.333           | 1:14.219           |                    | 11               |
| 13                         | 15  | Sergio Pérez       | Sauber-Ferrari       | 1:15.974           | 1:14.234           |                    | 12               |
| 14                         | 7   | Michael Schumacher | Mercedes             | 1:16.005           | 1:14.334           |                    | 13               |
| 15                         | 14  | Kamui Kobajaši     | Sauber-Ferrari       | 1:16.400           | 1:14.380           |                    | 14               |
| 16                         | 16  | Daniel Ricciardo   | Toro Rosso-Ferrari   | 1:16.744           | 1:14.574           |                    | 15               |
| 17                         | 17  | Jean-Éric Vergne   | Toro Rosso-Ferrari   | 1:16.722           | 1:14.619           |                    | 17               |
| 18                         | 10  | Romain Grosjean    | Lotus-Renault        | 1:16.967           |                    |                    | 18               |
| 19                         | 21  | Vitalij Petrov     | Caterham-Renault     | 1:17.073           |                    |                    | 19               |
| 20                         | 20  | Heikki Kovalainen  | Caterham-Renault     | 1:17.086           |                    |                    | 20               |
| 21                         | 24  | Timo Glock         | Marussia-Cosworth    | 1:17.508           |                    |                    | 21               |
| 22                         | 25  | Charles Pic        | Marussia-Cosworth    | 1:18.104           |                    |                    | 22               |
| 23                         | 23  | Narain Karthikeyan | HRT-Cosworth         | 1:19.576           |                    |                    | 23               |
| 24                         | 22  | Pedro de la Rosa   | HRT-Cosworth         | 1:19.699           |                    |                    | 24               |
| 107% času vítěze: 1:20.330 |     |                    |                      |                    |                    |                    |                  |
| Zdroj:                     |     |                    |                      |                    |                    |                    |                  |

Poznámky
1. ↑  Pastor Maldonado obdržel trest posunu o 10 míst vzad za třetí pokárání v sezóně.

## Závod
| Poř.   | No. | Jezdec             | Konstruktér          | Počet kol | Čas/Odstoupení | Pořadí na startu | Body |
| ------ | --- | ------------------ | -------------------- | --------- | -------------- | ---------------- | ---- |
| 1      | 3   | Jenson Button      | McLaren-Mercedes     | 71        | 1:45:22.656    | 2                | 25   |
| 2      | 5   | Fernando Alonso    | Ferrari              | 71        | +2.754         | 7                | 18   |
| 3      | 6   | Felipe Massa       | Ferrari              | 71        | +3.615         | 5                | 15   |
| 4      | 2   | Mark Webber        | Red Bull-Renault     | 71        | +4.936         | 3                | 12   |
| 5      | 12  | Nico Hülkenberg    | Force India-Mercedes | 71        | +5.708         | 6                | 10   |
| 6      | 1   | Sebastian Vettel   | Red Bull-Renault     | 71        | +9.453         | 4                | 8    |
| 7      | 7   | Michael Schumacher | Mercedes             | 71        | +11.907        | 13               | 6    |
| 8      | 17  | Jean-Éric Vergne   | Toro Rosso-Ferrari   | 71        | +28.653        | 17               | 4    |
| 9      | 14  | Kamui Kobajaši     | Sauber-Ferrari       | 71        | +31.250        | 14               | 2    |
| 10     | 9   | Kimi Räikkönen     | Lotus-Renault        | 70        | +1 kolo        | 8                | 1    |
| 11     | 21  | Vitalij Petrov     | Caterham-Renault     | 70        | +1 kolo        | 19               |      |
| 12     | 25  | Charles Pic        | Marussia-Cosworth    | 70        | +1 kolo        | 22               |      |
| 13     | 16  | Daniel Ricciardo   | Toro Rosso-Ferrari   | 70        | +1 kolo        | 15               |      |
| 14     | 20  | Heikki Kovalainen  | Caterham-Renault     | 70        | +1 kolo        | 20               |      |
| 15     | 8   | Nico Rosberg       | Mercedes             | 70        | +1 kolo        | 9                |      |
| 16     | 24  | Timo Glock         | Marussia-Cosworth    | 70        | +1 kolo        | 21               |      |
| 17     | 22  | Pedro de la Rosa   | HRT-Cosworth         | 69        | +2 kola        | 24               |      |
| 18     | 23  | Narain Karthikeyan | HRT-Cosworth         | 69        | +2 kola        | 23               |      |
| 19     | 11  | Paul di Resta      | Force India-Mercedes | 68        | Nehoda         | 10               |      |
| Ret    | 4   | Lewis Hamilton     | McLaren-Mercedes     | 54        | Kolize         | 1                |      |
| Ret    | 10  | Romain Grosjean    | Lotus-Renault        | 5         | Nehoda         | 18               |      |
| Ret    | 18  | Pastor Maldonado   | Williams-Renault     | 1         | Nehoda         | 16               |      |
| Ret    | 19  | Bruno Senna        | Williams-Renault     | 0         | Kolize         | 11               |      |
| Ret    | 15  | Sergio Pérez       | Sauber-Ferrari       | 0         | Kolize         | 12               |      |
| Zdroj: |     |                    |                      |           |                |                  |      |

Poznámky
1. ↑  Paul di Resta odstoupil ze závodu, ale byl klasifikován, protože odjel více než 90 % délky závodu.

## Konečné pořadí šampionátu
- Tučně je vyznačen jezdec a tým, který získal titul v Poháru jezdců nebo konstruktérů.

Pohár jezdců
|   | Pořadí | Jezdec           | Body |
| - | ------ | ---------------- | ---- |
|   | 1      | Sebastian Vettel | 281  |
|   | 2      | Fernando Alonso  | 278  |
|   | 3      | Kimi Räikkönen   | 207  |
|   | 4      | Lewis Hamilton   | 190  |
| 1 | 5      | Jenson Button    | 188  |

Pohár konstruktérů
|  | Pořadí | Konstruktér      | Body |
|  | ------ | ---------------- | ---- |
|  | 1      | Red Bull-Renault | 460  |
|  | 2      | Ferrari          | 400  |
|  | 3      | McLaren-Mercedes | 378  |
|  | 4      | Lotus-Renault    | 303  |
|  | 5      | Mercedes         | 142  |